# 九〇式飛行艇
九〇式飛行艇（きゅうれいしきひこうてい）は、旧日本海軍の哨戒・偵察用3発大型飛行艇。広工廠製の九〇式一号と川西航空機製の九〇式二号の2種があるが、本稿ではあわせて述べる。記号は一号はH3H、二号はH3K。

## 経緯
前作の一五式飛行艇で自信を深めた海軍は1929年（昭和4年）に全金属構造の大型飛行艇の開発を決定した。丁度陸軍のユンカースK51の導入時期に重なり、刺激を受けたとされる。広工廠、川西航空機にて設計が開始された。

## 九〇式一号飛行艇

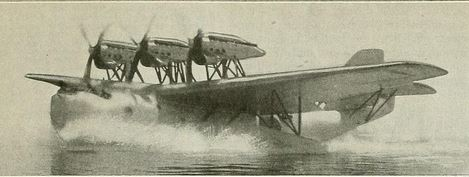
九〇式一号飛行艇

### 開発経緯
日本海軍は川西を通じてイギリスのショート社にKF型大型飛行艇を発注する一方、国産大型飛行艇の開発を計画していた。1929年（昭和4年）2月、広廠航空機部に開発が下令され、和田操中佐統括・岡村純兵少佐主務者として計画が始動する。本機は、3発肩持式単葉の全金属製飛行艇である。エンジンは支柱で主翼上部に並列で搭載されており、1基が停止しても安定飛行できるように設計されていた。武装は7.7mm連装機関銃と爆弾だったが、尾部銃座を日本海軍では初めて装備した機体だった。また爆弾搭載量1tは当時の海軍機では最大であった。1930年（昭和5年）1月26日に試作1号機が完成。翌日初飛行に成功。5月に横須賀に空輸されて実験が行われた。安定性、操縦性、エンジンの冷却不良が指摘された。その後3度に渡って改善が試みられたが問題点の解決には至らず、1933年（昭和8年）9月に実験は打ち切られ、結局試作機1機のみ試作で終わった。
本機は日本人が設計製作した最初の全金属製大型機で、主翼構造と発動機の配置はロールバッハ R.1に、艇体はスーパーマリン サザンプトンに倣った先進的な物であった。

### 性能諸元
- 全長： 22.71 m
- 全幅： 31.05 m
- 全高： 7.52 m
- 翼面積： 137.0 m2
- 自重： 7,900kg
- 全備重量： 11,900kg
- 乗員： 9 名
- 発動機： 三菱製イスパノ・スイザ 水冷V型12気筒 650馬力 3基
- 最高速度： 228 km/時 （海面高度）
- 航続距離： 2,046 km（巡航速度201km/hで9時間-15時間）
- 武装： 7.7 mm旋回銃 ×4 / 爆弾 1 tまで

## 九〇式二号飛行艇

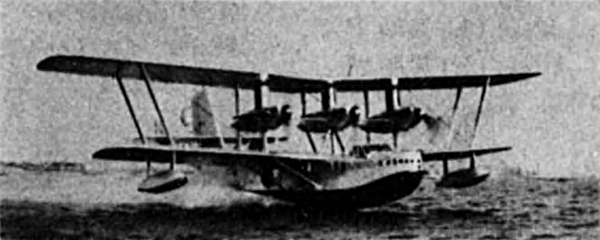
九〇式二号飛行艇

### 開発経緯
本機は、川西航空機が生産した3発複葉の飛行艇である。
日本海軍は川西を飛行艇を中心とした航空機メーカーに育成することを意図しており、1929年（昭和4年）6月6日、海軍航空本部は『飛行艇購買ニ関スル覚』を作成して、川西にショート社設計の飛行艇2機購入を指示した。海軍の要求に対し川西は英国ショート社に海軍を退役し川西に入社した橋口義男技師と他3名を派遣。ショート社はショート S.8 カルカッタを再設計・大型化したショートKF型飛行艇を用意。1930年（昭和5年）2月神戸に到着した。この時ショート社の技術者達も来日して、川西を指導、大きな影響を与えた。艇体はアルミニウム資源の不足を見越して水線下がステンレスの応力外皮構造であったが、主翼は羽布張りであった。喫水線付近のジュラルミン板とステンレスの間に海水の電離作用が働きジュラルミンが腐食を起こす現象が起きたため、特殊塗料で防止している。国産化にあたっては、操縦席を密閉式にするなど、艤装を日本海軍に仕様に改めている。海軍の試験では性能良好、特に航続距離が良いと評価。川西が生産する事となり1932年（昭和7年）に九〇式二号飛行艇 H3K1として制式作用となった。生産機数はショート社製が1機、国産が4機の合計5機であった。

### 運用
実用実験中の1932年（昭和7年）夏に小笠原諸島を中継して館山 - サイパン間の長距離飛行に成功するなど、八九式飛行艇や九一式飛行艇と比較しても遜色のない高性能機であった。一方、佐藤宗次（二等航空兵曹、館山航空隊）によれば、主操縦席が左にあるため従来機と勝手が違い、三発エンジンのため同調が難しいなど、新型機特有の戸惑いが多かったという。過荷重状態時にポーポイズ（滑走中、速力があがると機体が縦ゆれする現象）しやすい傾向もあった。1932年秋に台風で繋留中の本機が全壊、翌年2月に夜間訓練中に着水に失敗して沈没等、事故で徐々に消耗していった。1938年（昭和13年）に唯一残存していた5号機が除籍された。
本機の成功は川西に自信を与えると同時に海軍に期待を持たせ、九七式飛行艇の開発に繋がっていった。

### 性能諸元
- 全長： 20.50 m
- 全幅： 31.05 m
- 全高： 8.70 m
- 翼面積： 214.0 m2
- 自重： 10,030kg
- 全備重量： 15,000kg
- 乗員： 8 名
- 発動機： ロールス・ロイス バザード 水冷V型12気筒 825馬力 3基
- 最高速度： 225 km/時 （海面高度）
- 航続距離： 9時間
- 武装： 7.7 mm旋回銃 ×4 / 爆弾 1 tまで